# Перепончатопалый песочник
Перепончатопа́лый песо́чник (лат. Calidris mauri) — птица из семейства бекасовых, мелкий кулик. Гнездится в прибрежной полосе тундры на побережьях Аляски и Чукотки. Перелётная птица, зимует на побережьях Америки. На пролёте и в местах зимовок образует большие стаи. Питается беспозвоночными.

## Описание

### Внешний вид
Входит в группу мелких песочников вместе с белохвостым, малым песочниками, песочником-красношейкой и куликом-воробьём. Длина 140—170, крыло 94—103 мм. Имеет внешнее сходство со большинством упомянутых видов, при этом почти не отличим от близкородственного малого песочника. Оба эти вида, ранее в русскоязычной литературе известные как западный и восточный перепончатопалые песочники, имеют хорошо развитые перепонки между передними пальцами и по этому признаку отличаются от других представителей рода. Клюв абсолютно и относительно длиннее, чем у малого и других мелких песочников, на конце уплощён и загнут книзу, как у чернозобика. Ноги чёрные, иногда с зеленоватым или буроватым оттенком — по этому признаку перепончатопалого песочника легче всего отличить от желтоногого белохвостого. Радужина тёмно-бурая.

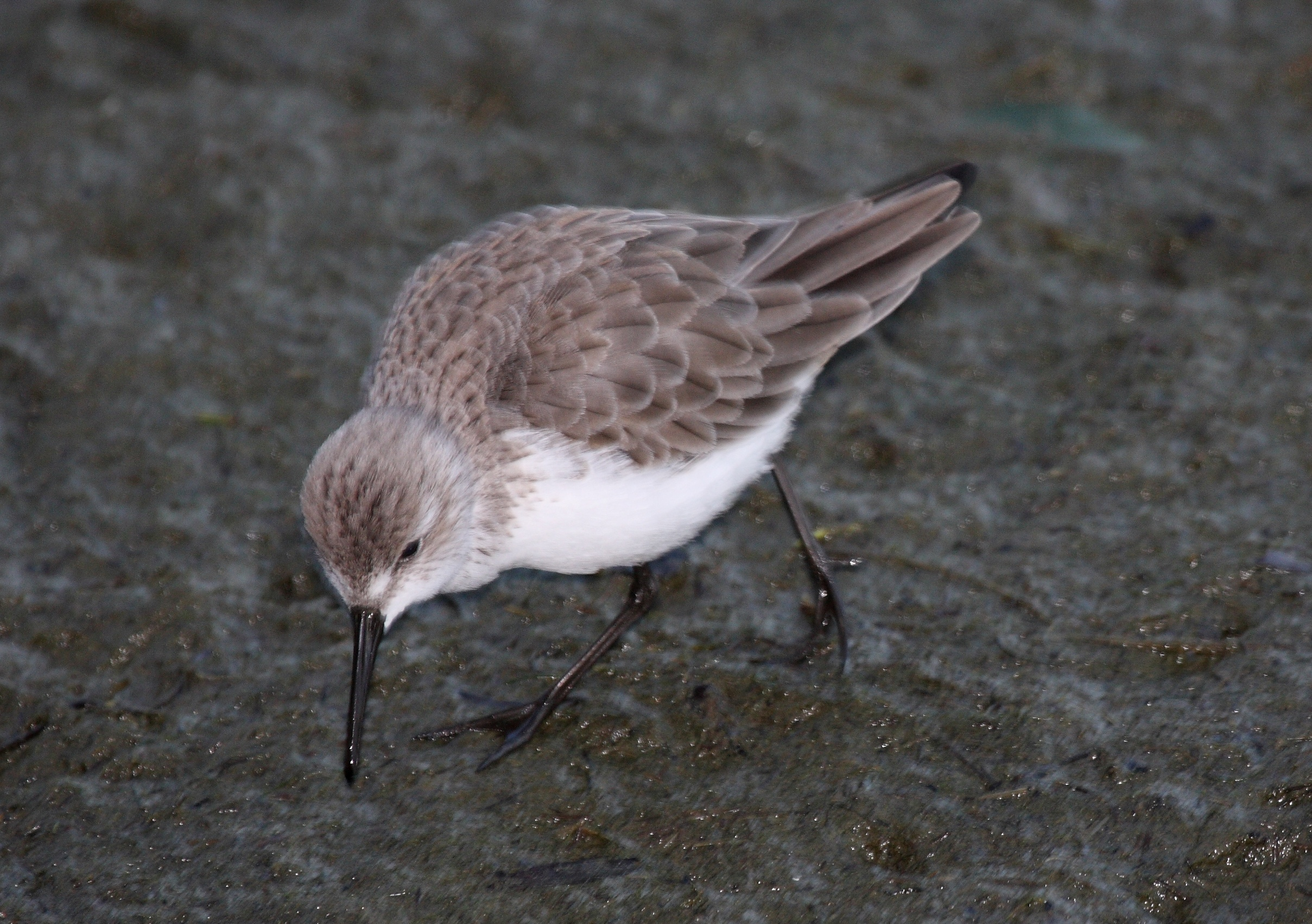
Перепончатопалый песочник в зимнем наряде

В окрасе самцы и самки внешних отличий не проявляют. Оперение сверху пёстрое, его окрас включает в себя сочетание чёрных, бурых, серых, рыжих и охристых тонов. В гнездовом наряде рыжий и охристый оттенки представлены достаточно интенсивно (в отличие от малого песочника) в виде широких светлых каёмок перьев на темени, передней части спины, плечевых и внутренних второстепенных маховых. Рыжие пестрины также развиты на уздечке, щеках и в области ушей. Маховые серовато-бурые, верхние кроющие тёмно-серые, рулевые буровато-серые. Низ полностью белый с мелкими серовато-бурыми пестринами на груди и боках. Зимний наряд более однообразный — дымчато-серый сверху с рыжей полосой на плече, и белый снизу.

### Голос
По мнению выдающегося российского орнитолога Рюрика Бёме, тревожный крик перепончатопалого песочника похож на звук милицейского свистка. Токующий самец издаёт негромкую трель, напоминающую журчание ручья.

## Распространение

### Ареал
Основной участок ареала находится на Аляске, где птица гнездится на западном и северном побережьях от острова Нунивак и дельты реки Кускоквим к северу и востоку до бухты Камден (англ. Camden Bay). Кроме того, в небольшом количестве (около 16 % всей популяции) гнездится на северных и восточных берегах Чукотки к западу до устья реки Амгуэма. В пределах России гнездовые участки, в частности, находили в районе мыса Дежнёва, на побережье залива Лаврентия и возле села Уэлен.

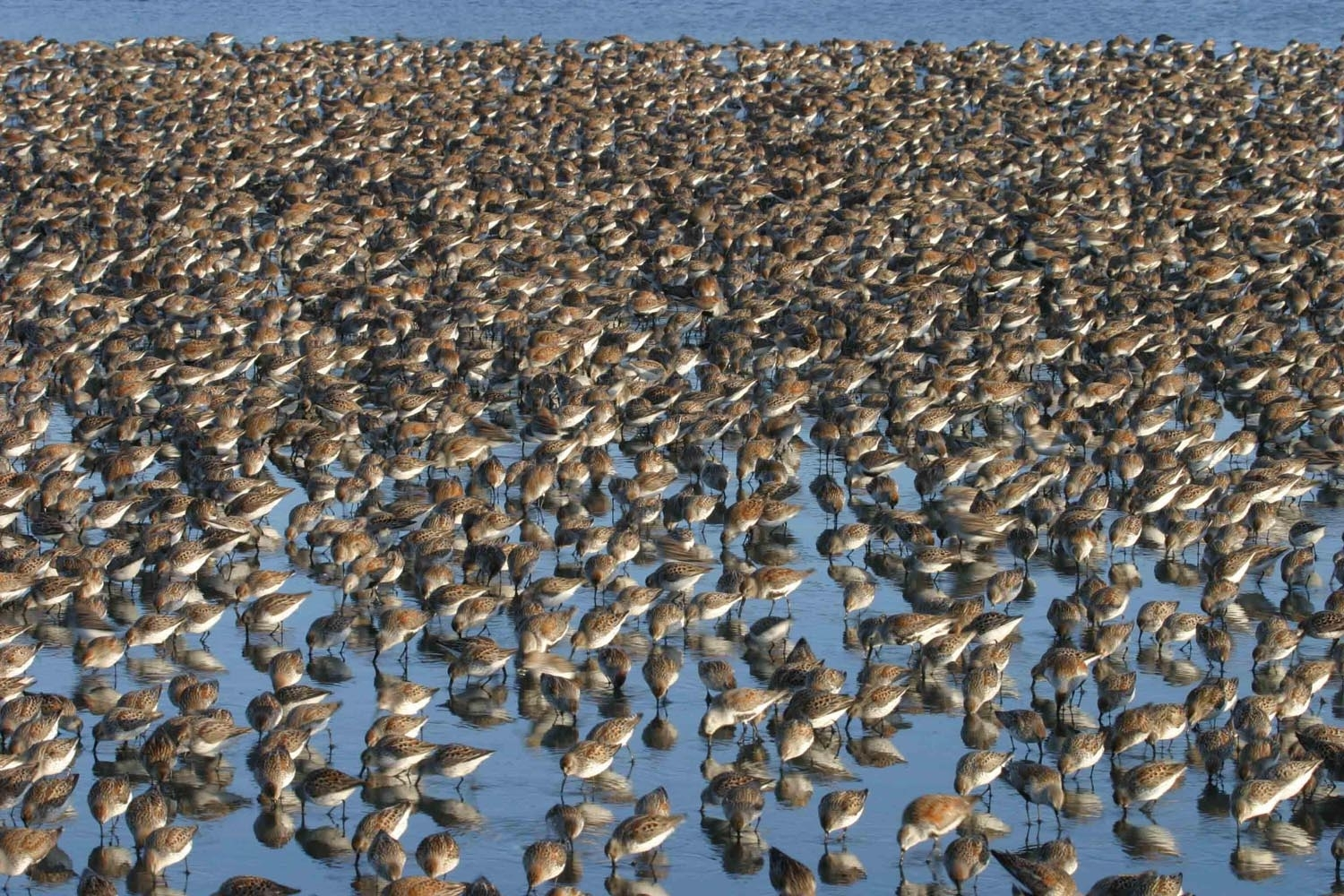
Зимнее скопление перепончатопалых песочников и чернозобиков на тихоокеанском побережье в районе заказника Бандон-Марш (Bandon Marsh National Wildlife Refuge)

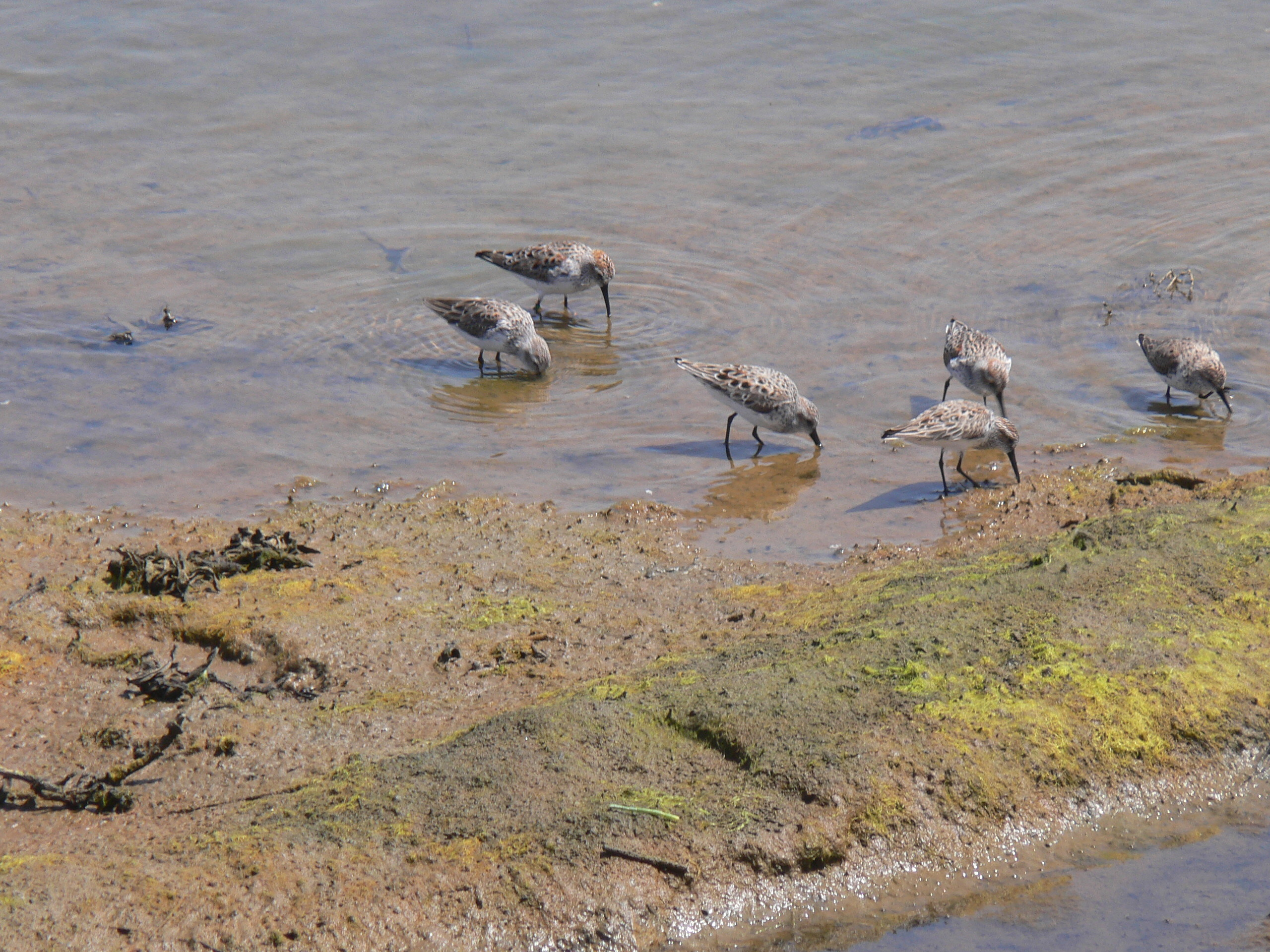
Кормёжка на илистом берегу

Зимовки находятся на побережьях Северной, Центральной и Южной Америки к югу до Перу и бразильского штата Амапа, а также во внутренних областях Северной Америки. На атлантическом побережье Северной Америки птица регулярно встречается к северу до Массачусетса, однако севернее в восточной части Канады редка.
Самки в целом перемещаются дальше, чем самцы; молодые неполовозрелые птицы в большей степени концентрируются в северной и южной части зимнего ареала, зачастую оставаясь там во время размножения взрослых птиц. Случайные залёты известны на Байкале, Японии, Австралии, южном Перу, Азорских островах, Ирландии, Великобритании, Франции и Дании. Весной образует огромные перелётные стаи.

### Места обитания
В гнездовой период населяет сырые травянистые и сухие щебневатые тундры в узкой полосе морских побережий. Отдаёт предпочтение относительно ровным участкам на пологих склонах сопок. Зимой занимает песчаные и грязевые пляжи морских побережий и внутренних водоёмов.

## Питание
Корм — мелкие беспозвоночные: личинки двукрылых, водные жуки, пауки, рачки, морские черви, моллюски. В прибрежной полосе моря обычно хватает добычу на обнажённой отливом части морского дна, на внутренних водоёмах зондирует мягкий грунт и лужицы на илистом участке берега. Иногда на мелководье может зайти в воду по брюшко, но никогда не плавает.

## Размножение
Моногам. Плотность поселений варьирует от пределах от 132—196 пар на 40 гектар в низинах до 200—300 пар на 40 гектар на возвышенностях посреди болот, причём в таких значениях плотность сохраняется из года в год. Первыми в тундру прибывают самцы, они же занимают подходящий гнездовой участок, на котором выкапывают несколько углублений под будущее гнездо. Как правило, ямки хорошо укрыты под кустиком или пучком травы. При появлении самок самцы всячески пытаются привлечь к себе внимание, токуют. Птица волочит по земле распростёртые крылья, наполовину расправляет хвост и ходит вокруг предполагаемой партнёрши. Брачное поведение продолжается в воздухе: самец высоко взлетает и зависает в воздухе, трепеща крыльями; в этот момент можно услышать его мелодичную трель.
После образования пары самка выбирает одну предложенных самцом ямок и достраивает на ней гнездо, добавляя сухие листья травы, кусочки ягеля, стебельки осоки. Готовое гнездо представляет собой достаточно рыхлую постройку с внутренним диаметром 40—60 мм и глубиной 30—60 мм. В полной кладке 4 яйца кремовой окраски с красновато- или коричнево-бурыми пятнами. Размеры яиц: (29—33) х (21—23) мм. Насиживают самец и самка 21 день. Вылупившиеся птенцы покрыты густым пухом — коричнево-охристым с чёрными пятнами сверху и белым снизу. Через несколько часов они уже покидают гнездо и начинают самостоятельно добывать себе корм. Самка первые дни в холодную погоду обогревает потомство, однако вскоре оставляет его на попечение самца и удаляется, сбиваясь в однополые стаи. Птенцы поднимаются на крыло в возрасте 17—21 дня.